# Pronotalia fiorii
Pronotalia fiorii är en stekelart som först beskrevs av Domenichini 1958.  Pronotalia fiorii ingår i släktet Pronotalia och familjen finglanssteklar. Inga underarter finns listade i Catalogue of Life.